# Mistrzostwa Ameryki i Pacyfiku w Saneczkarstwie 2023
12. Mistrzostwa Ameryki i Pacyfiku w saneczkarstwie 2023 odbyły się w ramach zawodów Pucharu Świata w dniach 16-17 grudnia 2022 w Park City. Zawodnicy rywalizowali w czterech konkurencjach: jedynkach kobiet, jedynkach mężczyzn, dwójkach mężczyzn i po raz pierwszy w dwójkach kobiet.

## Terminarz i medaliści
| Data            | Konkurencja      | Złoto                                                  | Srebro                                            | Brąz                                          |
| --------------- | ---------------- | ------------------------------------------------------ | ------------------------------------------------- | --------------------------------------------- |
| 17 grudnia 2022 | Jedynki kobiet   | Emily Sweeney                                          | Brittney Arndt                                    | Ashley Farquharson                            |
| 16 grudnia 2022 | Jedynki mężczyzn | Tucker West                                            | Christopher Mazdzer                               | Alexander Michael Ferlazzo                    |
| 16 grudnia 2022 | Dwójki kobiet    | Kanada Caitlin Nash · Natalie Corless                  | Stany Zjednoczone Summer Britcher · Emily Sweeney | Stany Zjednoczone Maya Chan · Reannyn Weiler  |
| 16 grudnia 2022 | Dwójki mężczyzn  | Stany Zjednoczone Zachary Di Gregorio · Sean Hollander | Stany Zjednoczone Dana Kellogg · Duncan Segger    | Kanada Devin Wardrope · Cole Anthony Zajanski |

## Klasyfikacja medalowa
| Miejsce | Państwo           | złoto | srebro | brąz | Razem |
| ------- | ----------------- | ----- | ------ | ---- | ----- |
| 1.      | Stany Zjednoczone | 3     | 4      | 2    | 9     |
| 2.      | Kanada            | 1     | 0      | 1    | 2     |
| 3.      | Australia         | 0     | 0      | 1    | 1     |